# Всеволод Ярополкович
Всеволод Ярополкович — великий князь черниговский середины XIII века, названный так во Введенском синодике. Из старшей ветви Ольговичей, сын Ярополка Ярославича

## Вопрос черниговского княжения
Большинством историков считается черниговским князем в период между гибелью в Орде Михаила Всеволодовича (1246) и освобождением Чернигова от литовцев Романом Брянским (1263).
Историки Н. А. Баумгартен и Л. Е. Махновец считали, что Всеволод воспользовался поражением войск черниговских князей от монголов и, видя пустующий престол, захватил власть в Чернигове (Михаил Всеволодович был в Венгрии, на Волыни и в Киеве до 1243 года). Против этого высказывания выступил  Войтович Л. В.: он предполагал, что мелкий удельный князь не мог занять черниговский престол, и считал черниговским князем с 1246 по 1263 год Андрея Всеволодовича, по его гипотезе младшего брата Михаила. Но большинством историков версия Войтовича Л. В. не поддержана из-за молчания летописцев об Андрее на протяжении всех предыдущих десятилетий и преклонного возраста при вступлении в брак (1259), и они считают Андрея сыном Всеволода Ярополковича. Квашнин-Самарин Н. Д. говорил о двух ордынских «опалах на Михайловичей», когда прерывалось последовательное правление их поколений, и в первую черниговским князем был Всеволод, не имевший прав на престол. Однако, Зотов Р. В. и Келембет С. Н. решают вопрос прав Всеволода на Чернигов (его отец в Чернигове не княжил) гипотезой об отсутствии у Ольговичей института изгойства (то есть сын мог занимать престол, на котором не княжил его отец).
Наиболее часто встречающаяся дата смерти Всеволода Ярополковича — 1261 год. Это дата женитьбы Андрея на Ольге Васильковне волынской по Галицко-Волынской летописи, датировка которой была проанализирована в сравнении с другими русскими и зарубежными источниками того времени и уточнена  М. С. Грушевским. В частности, реальным годом женитьбы был 1259-й. Но те историки, которые поддерживают идею черниговского княжения Всеволода Ярополковича, обращают внимание, что в летописи не сказано об отдаче Ольги замуж за «черниговского князя», а только «к Чернигову», то есть Всеволод Ярополкович мог быть на тот момент ещё жив. В любом случае при захвате Чернигова литовцами и его освобождении Романом Брянским в 1263 году летопись уже не называет какого-либо черниговского князя и не описывает противодействие нападению.
Келембет С. Н., считающий предшественником Всеволода Ярополковича на черниговском престоле Святослава Всеволодовича, а преемником — Всеволода-Семёна, допускает, что Андрей мог быть сыном одного из них.
Беспалов Р. А. в период 1246—1263 считает черниговскими князьями Андрея Мстиславича и его племянника Михаила Дмитриевича из козельской ветви (второго большинство историков в списке черниговских князей помещает после Романа Старого).

## Семья
Жена — Анастасия (по Любецкому синодику).
Сын — Андрей (?).